# La Dame Jeanne
Ne doit pas être confondu avec Dame-jeanne.
La Dame Jeanne est une réplique d'une gabare de Charente type du Port-d'Envaux, bateau de travail du XIXe et début XXe siècle voué au transport des matériaux de construction et des denrées alimentaires
Elle appartient à la communauté de communes de Cognac et sert pour le transport touristique sur la Charente. Elle est labellisée Bateau d'Intérêt Patrimonial (BIP) depuis  2002 par la Fondation du patrimoine maritime et fluvial. Son port d'attache est Cognac.

## Histoire
La Dame Jeanne est une réplique de gabare réalisée à la demande de la Communauté de communes de Cognac. Cette reconstitution historique s'est faite dans le respect des techniques traditionnelles de construction et des matériaux utilisés. C'est la seule existante.
Elle propose des promenades sur le fleuve , avec une capacité de 70 passagers et participe à certains évènements fluviaux comme le Festival de Loire.

## Caractéristiques techniques
La coque de cette gabare, à fond plat, est en chêne et en bordages à clin. Son mât, ne portant pas de voile, est à bascule pour les passages sous les ponts.
Elle dispose de deux ponts supérieurs. Sur l'avant, la cale dispose d'un sanitaire et de divers rangements et sur l'arrière, la motorisation. Le pont passager dispose des bancs et coffres pour les gilets de sauvetage.